# Héctor Resola
Héctor Resola (* 26. Februar 1953 in Montevideo) ist ein ehemaliger uruguayischer Fußballspieler.

## Verein
Der 1,73 Meter große Offensivakteur Resola spielte mindestens im Jahr 1971 für den montevideanischen Verein Racing. 1973 zog es ihn nach Frankreich. Dort stand er zunächst ab 1973 bei US Nœux-les-Mines unter Vertrag. In den Spielzeiten 1975/76 und 1976/77 ist dann ein Engagement beim französischen Verein FC Lorient für ihn verzeichnet. Dort kam er 41-mal in der Division 2 zum Einsatz und erzielte 19 Treffer. Anschließend wechselte er innerhalb Frankreichs und schloss sich erneut dem Ligakonkurrenten US Nœux-les-Mines an. Mit diesem stieg er am Ende der Saison 1977/78 ab, blieb jedoch auch in der folgenden Drittligasaison den von Gérard Houllier trainierten Nordfranzosen treu. Es folgte der direkte Wiederaufstieg. In den beiden nachfolgenden Spielzeiten sind weitere Einsätze in der zweiten französischen Liga für Resola bei diesem Verein verzeichnet. In der Spielzeit 1979/80 war er mit elf Treffern zweiterfolgreichster Schütze seines Teams hinter Joachim Marx (13 Tore). Insgesamt bestritt er für den Klub aus Nœux-les-Mines 63 Zweitligaspiele und traf dort 18-mal ins gegnerische Netz.

## Nationalmannschaft
Resola gehörte der uruguayischen Junioren-Nationalmannschaft an, die 1971 an der Junioren-Südamerikameisterschaft in Paraguay teilnahm und den zweiten Platz belegte. Im Verlaufe des Turniers wurde er von Trainer Rodolfo Zamora allerdings nicht eingesetzt.

## Erfolge
- Junioren-Vize-Südamerikameister 1971

## Nach der Karriere
Mindestens in den Jahren 1984 und 1985 arbeitete Resola als Journalist in Uruguay.